# Транквіліті (Каліфорнія)
Транквіліті (англ. Tranquillity) — переписна місцевість (CDP) в США, в окрузі Фресно штату Каліфорнія. Населення — 805 осіб (2020).

## Географія
Транквіліті розташоване за координатами 36°38′53″ пн. ш. 120°15′9″ зх. д. / 36.64806° пн. ш. 120.25250° зх. д. (36.648007, -120.252542).  За даними Бюро перепису населення США в 2010 році переписна місцевість мала площу 1,60 км², уся площа — суходіл.

## Демографія
Згідно з переписом 2010 року, у переписній місцевості мешкало 799 осіб у 229 домогосподарствах у складі 182 родин. Густота населення становила 500 осіб/км².  Було 255 помешкань (159/км²).
Расовий склад населення:
| - 63,1 % — білих - 1,6 % — корінних американців - 1,1 % — чорних або афроамериканців - 0,3 % — азіатів - 31,4 % — осіб інших рас |

До двох чи більше рас належало 2,5 %. Частка іспаномовних становила 79,7 % від усіх жителів.
За віковим діапазоном населення розподілялося таким чином: 33,4 % — особи молодші 18 років, 54,8 % — особи у віці 18—64 років, 11,8 % — особи у віці 65 років та старші. Медіана віку мешканця становила 32,7 року. На 100 осіб жіночої статі у переписній місцевості припадало 106,5 чоловіків;  на 100 жінок у віці від 18 років та старших — 103,1 чоловіків також старших 18 років.
Середній дохід на одне домашнє господарство  становив 30 733 долари США (медіана — 29 792), а середній дохід на одну сім'ю — 30 838 доларів (медіана — 30 156). За межею бідності перебувало 42,5 % осіб, у тому числі 45,6 % дітей у віці до 18 років та 52,0 % осіб у віці 65 років та старших.
Цивільне працевлаштоване населення становило 180 осіб. Основні галузі зайнятості: сільське господарство, лісництво, риболовля — 55,6 %, роздрібна торгівля — 31,1 %, освіта, охорона здоров'я та соціальна допомога — 8,3 %, виробництво — 5,0 %.